# アンドリュー・グリーンバーグ
1. アンドリュー・グリーンバーグ（Andrew Greenberg）は米国のゲームクリエイター。テーブルトークRPG『『バンパイア・ザ・マスカレード』の作者である。
2. アンドリュー・C・グリーンバーグ（Andrew C. Greenberg）は米国のゲームクリエイターで弁護士。下記にて詳述する。

アンドリュー・C・グリーンバーグ（Andrew C. Greenberg、1957年 - 2024年8月28日）は米国在住のゲームクリエイターで弁護士である。コーネル大学の学生時代に、コンピュータRPGの『ウィザードリィ』をロバート・ウッドヘッド（Robert Woodhead）と共に製作した事で知られる。
アンドリューがゲームシステムやシナリオの構造設計を行い、ロバートがソースコードの記述を行った。
『ウィザードリィ』に登場する悪の大魔術師ワードナ（Werdna)の名前は、アンドリューの名を逆さに綴ったものである。
ゲーム製作から手を引いた後は、フロリダ州で特許弁護士となりIEEE知的所有権委員会の副会長を務めている。
2024年に死去、8月30日に訃報が発表された。